# Agora
Agora (grško: ἀγορά, iz glagola ἀγείρω = zbirati se) je bil v antični Grčiji javni prostor in kraj za zasedanje mestne skupščine, predvsem pa prostor, kjer se je odvijalo trgovsko in politično življenje. Ime agora se je prvič  pojavilo v Homerjevih epih. Zanj je bila skupščina in hkrati prostor za njeno zasedanje.

## Značilnosti
Agore so bile izvirna stvaritev grškega urbanizma, hkrati glavni trg in versko središče mesta, prostor, na katerem so bile najpomembnejše zgradbe in templji, namenjeni političnemu in verskemu življenju grškega polisa. Tu so se  posvetovali, molili, prinašali žrtve bogovom, sodili, trgovali in odločali o najpomembnejših vprašanjih.

## Zgodovina
Prve agore so bile zgrajene na Kreti od 8. do 7. st. pr. n. št. Taka je bila minojska agora v Agii Triadi. Po tem času na agore naletimo tudi po Mikenski Grčiji (Tirint).  V arhaični dobi so bila v agorah te dobe tudi gledališča, npr. v Toriku, Ramnuntu in Ikariji.
Najstarejša agora v Atenah, znana kot Tezejeva agora, je bila na zahodnem pobočju Akropole. V obdobju klasične grške civilizacije v 5. st. pr. n. št. so agore postale značilnost njihovega načina življenja, prostor, kjer so vsak dan opravljali svoje verske, politične, pravosodne in družbene dejavnosti ter trgovali. Agore so bile v središču mesta ali v bližini pristanišča, obkrožene z javnimi zgradbami, templji in kolonadami, okrašene so bile s skulpturami, oltarji, fontanami in drevjem. Prepričani so bili, da se mora agora' povsem razlikovati od preostalega mesta.
Ob koncu 6. in na začetku 5. st. pr. n. št. je bil uveden nov tip monumentalnih zgradb, namenjenih skupščinam, ekleziasterion ali bulevterij. V helenističnem obdobju so agore dobile obliko zaprtega kvadrata, obkroženega z arkadami in stoami. 
Rimljani so prevzeli agore od Grkov in jih razvili kot svoj forum.